# Claude Vignon

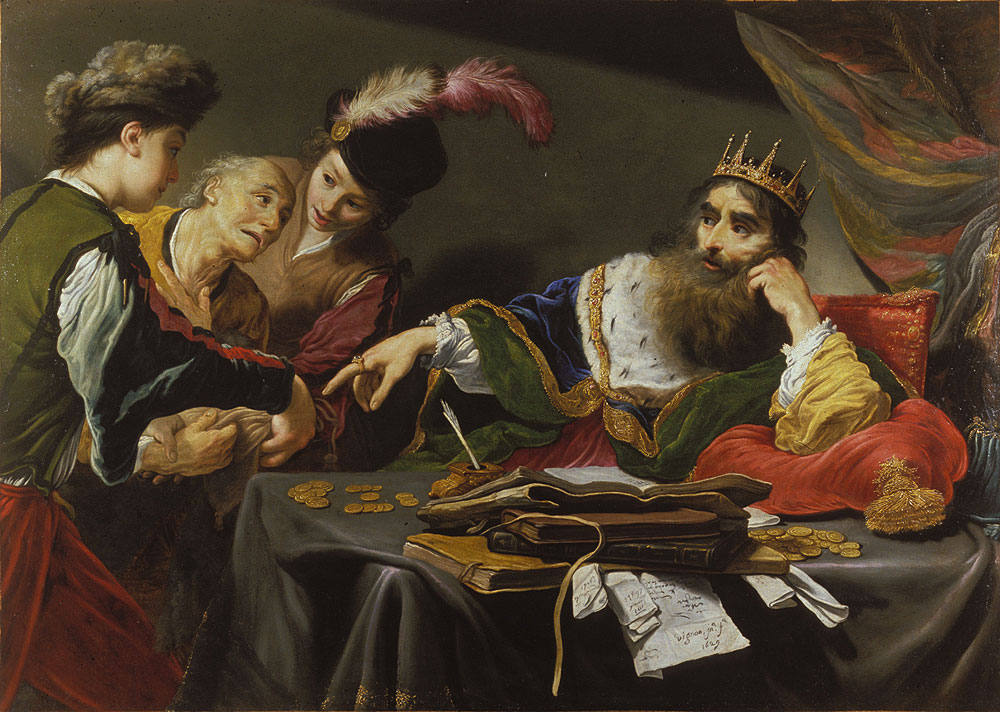
Hyllning av Krösus visar påverkan avCaravaggio (Musée des Beaux-Arts, Tours)

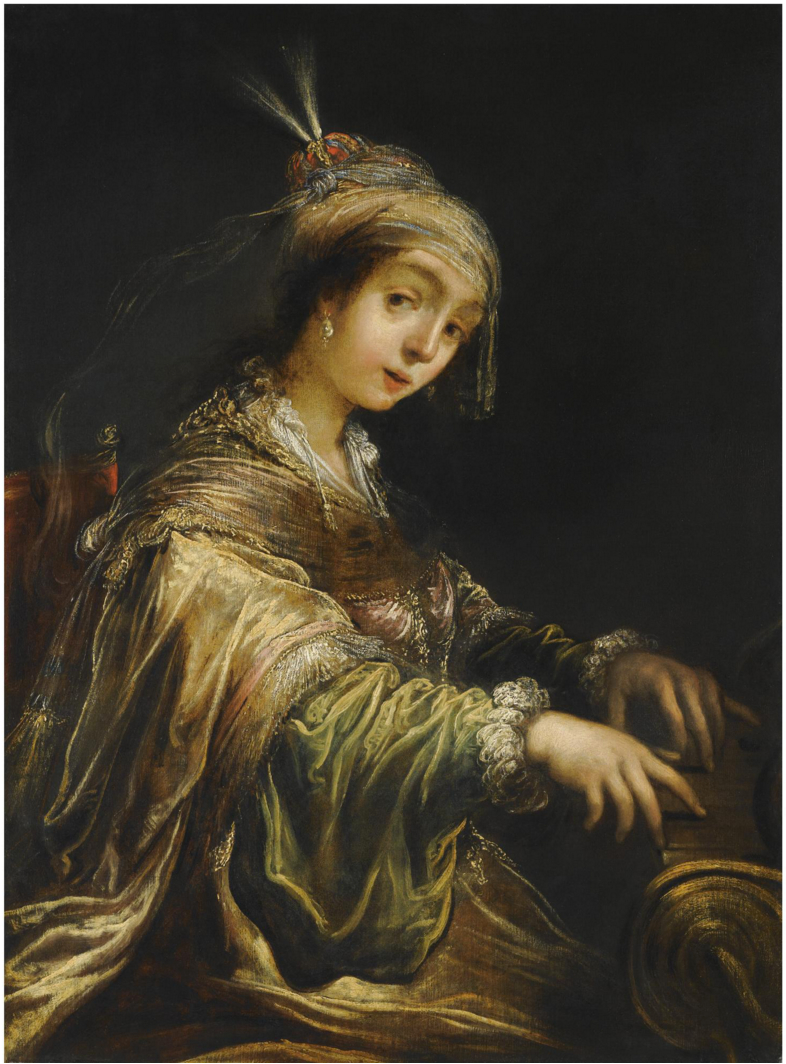
Sankta Cecilia

Claude Vignon, född 19 maj 1593 i Tours, Frankrike, död 10 maj 1670, var en fransk målare och gravör inom barockstilen.

## Biografi
Vignon fick sin första utbildning i Paris. Omkring 1610 reste han till Rom där hans mogna stil bildades i kretsen av franska målare där som Simon Vouet och Valentin de Boulogne, en framstående medlem av caravaggisti arbetsstil, liksom Bartolomeo Manfredi, i en stil som etablerats av Caravaggio.
Även om Vignon anses vara en av de viktigaste franska målare i sin generation, aktiv under kung Ludvig XIII och under den första delen av Ludvig XIV, är hans i stort sett eklektiska stil en blandning av olika, mestadels utländska influenser såsom manneristisk genom sin Mästare BUNEL, Caravaggesque genom Bartolomeo Manfredi, venetiansk genom Domenico Fetti och inte minst holländska genom Rembrandt och dennes föregångare, som Adam Elsheimer, Pieter Lastman, Jakob Pynas och särskilt Leonard Bramer.
Vignons målningar är livligt kolorerade, ofta uttrycksfulla, magnifigt belysta och producerade i en snabb "fa presto"-teknik, vilket resulterar i nästan eklektiska penseldrag. Han är beundrad för sin återgivning av textilier, guld och ädelstenar.

## Representation
Vignons verk finns representerade på museer i bl. a. Tyskland, Frankrike, Italien, Nederländerna, Storbritannien, Algeriet, Ryssland och USA.